# Вулиці Дрогобича
Дрогобич - місто за 65 км фізичної відстані від центру Львова. Це другий за величиною, економічним, культурним та освітнім значенням населений пункт Львівщини. Площа поселення становить 32 км². Проживає близько 75 тисяч осіб (2023 р.).
Урбаноніми - один із методів формування історичної пам'яті населення. Тому кожен період життя міста мало свої назви вулиць, адже змінювались герої, історичні та культурні смисли, пріоритети та свідомість громадян.
Польський дослідник С. Урбанчик зазначає, що давніші назви виникали спонтанно та застарівали у повсякденному житті людей, які проживали в певній місцевості. Інформація, що містилась у них, стосувалася характеристик певного місця (наприклад, зовнішній вигляд), важливих дорожніх напрямків (географічна орієнтація) або цінності, функції та економічного значення названих місць/об'єктів у поселенні для життя самих мешканців.
Урбаноніми як складова частина онімного простору заслуговують на ґрунтовне дослідження, адже, як зазначають дослідники, їх виникнення та формування тісно пов’язане із загальними соціокультурними тенденціями розвитку суспільства, державною ідеологією, а також залежить від проявів національної ментальності мешканців певного регіону [Титаренко А.А. Місце урбанонімів у загальній класифікації онімів / А.А. Титаренко // Філологічні студії. Науковий вісник Криворізького державного педагогічного університету. – 2013. – Вип. 9 (2). – С. 171–180.].
Джерелами написання статті слугували матеріали засідань дрогобицької міської ради від 1990 року щодо перейменування вулиць і провулків м. Дрогобич, історичні джерела, наукова література з проблем ономастики, зокрема урбанонімії та дослідження (у тому числі польові) молодих місцевих краєзнавців, зокрема Олега Стецюка, Андрія М'язика, Ігоря Чави та інших.

## Перелік урбанонімів
Станом на 1 липня 2025 року у Дрогобичі наявно 269 урбанонімів, з них:
- 209 вулиць
- 49 провулків
- 8 площ і майданів
- 2 алеї
- 1 прохід

Пояснююча записка
У списку вулиці подані за алфавітом. Назви вулиць на честь людей відсортовані за прізвищем і подаються у форматі Прізвище Ім'я і/або Посада. Якщо вулиця названа за цілісним псевдонімом або прізвиськом, то сортування відбувається за першою літерою псевдоніма або імені, тобто Володимира Великого — на літеру В, Григорія Теслі — на літеру Г, Данила Галицького — на літеру Д, Ірини Вільде — на літеру І, Йосифа Сліпого — на літеру Й, Лесі Українки — на літеру Л, Остапа Вишні — на літеру О, Панаса Мирного — на літеру П, Юрія Дрогобича — на літеру Ю, Ярослава Осмомисла — на літеру Я.
Назви вулиць, що починаються на число, записані цифрами і подані вгорі таблиці.
Вулиці зі садових товариств подані окремим списком.
Після списку наявних вулиць наведено список зниклих вулиць (вулиць, які були ліквідовані або включені до інших вулиць протягом XX—XXI століть).
Колір фону у списку залежить від типу урбаноніма (годоніма чи агороніма).
| N   | Тип   | Назва                         | Колишні назви                                             | Місцевість                                                         | Довжина, м             | Затверджено                           |
| --- | ----- | ----------------------------- | --------------------------------------------------------- | ------------------------------------------------------------------ | ---------------------- | ------------------------------------- |
| 1   | вул.  | 22-го Січня                   | 11-го Листопада / 17-го Вересня                           |                                                                    | 2300                   | 16.05.1990                            |
| 2   | вул.  | Ба́йди                         |                                                           | Війтівська Гора                                                    | 210                    |                                       |
| 3   | вул.  | Банде́ри Степана               |                                                           | Центр                                                              | 100                    |                                       |
| 4   | вул.  | Ба́рського Василя              |                                                           | Зваричі                                                            | 170                    |                                       |
| 5   | вул.  | Бетхо́вена Людвіга ван         |                                                           | Добрельчичі                                                        | 510                    |                                       |
| 6   | вул.  | Бірчака́ Володимира            | Артема                                                    | Війтівська Гора                                                    | 480                    | 16.05.1990                            |
| 7   | вул.  | Боберського Івана             | Механізаторів                                             |                                                                    | 500                    | 20.10.2022                            |
| 8   | пров. | Богуна́ Івана                  |                                                           | Війтівська Гора                                                    | 180                    |                                       |
| 9   | вул.  | Бо́йківська                    |                                                           | мікрорайон Спортивний                                              | 140                    |                                       |
| 10  | вул.  | Борисла́вська                  |                                                           |                                                                    | 2000                   |                                       |
| 11  | пров. | Бо́ртницький                   | Комунарів                                                 | Завіжнє                                                            | 50                     |                                       |
| 12  | вул.  | Бортня́нського Дмитра          |                                                           | Плебанія                                                           | 260                    |                                       |
| 13  | вул.  | Братів Кіци́лів                |                                                           | Млинки Шкільникові                                                 | 750                    |                                       |
| 14  | вул.  | Будіве́льна                    |                                                           | Завіжнє, Загороди                                                  | 1000                   |                                       |
| 15  | вул.  | Букови́нська                   |                                                           | Завіжнє, Загороди                                                  | 480                    |                                       |
| 16  | вул.  | Бурка́ Дмитра                  |                                                           |                                                                    | 220                    |                                       |
| 17  | вул.  | Вагилевича Івана              |                                                           | Завіжнє                                                            |                        |                                       |
| 18  | вул.  | Вендзиловича Івана            |                                                           | Добрельчичі                                                        | 465                    |                                       |
| 19  | вул.  | Вербицького Михайла           |                                                           | Болоня                                                             | 270                    |                                       |
| 20  | вул.  | Вербова                       |                                                           | Зваричі                                                            | 450                    |                                       |
| 21  | вул.  | Вернадського Володимира       |                                                           | Війтівська Гора                                                    | 250                    |                                       |
| 22  | вул.  | Верхратського Івана           | Політаєва                                                 |                                                                    | 335                    | 16.05.1990                            |
| 23  | вул.  | Видова                        |                                                           | Загородии                                                          | 350                    |                                       |
| 24  | вул.  | Винниченка Володимира         | Волкова                                                   | Задвірне, Нова Волоща                                              | 1000 (0,5 + 0,2 + 0,3) | 16.05.1990                            |
| 25  | пров. | Виноградний                   |                                                           | Добрельчичі                                                        |                        |                                       |
| 26  | вул.  | Витвицького Степана           | Лермонтова Михайла                                        | Плебанія                                                           | 200                    | 20.10.2022                            |
| 27  | пров. | Вишневний                     |                                                           | Війтівська Гора                                                    | 130                    |                                       |
| 28  | вул.  | Війтівська Гора               |                                                           | Війтівська Гора, Плебанія                                          | 1900                   |                                       |
| 29  | вул.  | Вітовського Дмитра            |                                                           | Війтівська Гора                                                    | 300                    |                                       |
| 30  | вул.  | Воїнів УПА                    |                                                           | Скітня                                                             | 475                    |                                       |
| 31  | вул.  | Вокзальна                     |                                                           | Вокзал                                                             |                        |                                       |
| 32  | пров. | Вокзальний                    |                                                           | Кольонія                                                           |                        |                                       |
| 33  | вул.  | Володимира Великого           | Космонавтів                                               |                                                                    | 2100                   | 16.05.1990                            |
| 34  | вул.  | Вороновського Юліана          |                                                           |                                                                    |                        | 07.05.2014                            |
| 35  | пл.   | Вороновського Юліяна владики  | нова назва                                                | Центр                                                              | 125                    | 12.06.2025                            |
| 36  | вул.  | Вороного Миколи               |                                                           | Болоня                                                             |                        |                                       |
| 37  | вул.  | Гайдамацька                   | Димитровградська                                          | Кохна                                                              |                        | 16.05.1990                            |
| 38  | вул.  | Героїв Азову                  | Гвардійська                                               | Добрельчичі                                                        | 210                    | 20.10.2022                            |
| 39  | вул.  | Героїв Крут                   |                                                           | мікрорайон Спортивний                                              | 105                    |                                       |
| 40  | вул.  | Героїв Майдану                | нова вулиця                                               |                                                                    |                        | 07.05.2014                            |
| 41  | алея  | Героїв України №1             | нова назва                                                | мікрорайон Коновальця                                              |                        |                                       |
| 41  | алея  | Героїв України №2             | нова назва                                                | мікрорайон Самбірська                                              |                        |                                       |
| 42  | пров. | Гірський                      |                                                           | Завіжнє, Загороди                                                  |                        |                                       |
| 42  | пров. | Глібова Леоніда               |                                                           | Задвірне                                                           | 310                    |                                       |
| 43  | вул.  | Гнатюка Володимира            |                                                           | Добрельчичі                                                        | 400                    |                                       |
| 44  | вул.  | Гоголя Миколи                 |                                                           | Завіжнє, Загороди                                                  |                        |                                       |
| 45  | вул.  | Головацького Якова            |                                                           | Завіжнє                                                            | 400                    |                                       |
| 46  | вул.  | Гончара Олеся                 |                                                           | мікрорайон Коновальця, Райони                                      | 680                    |                                       |
| 47  | вул.  | Гончарська                    |                                                           | Центр                                                              | 145                    |                                       |
| 48  | вул.  | Горішня Брама                 |                                                           | Завіжнє, Загороди                                                  |                        |                                       |
| 49  | пров. | Городній                      |                                                           | Лани                                                               |                        |                                       |
| 50  | вул.  | Грабовського Павла            |                                                           | Лішнянське Передмістя                                              |                        |                                       |
| 51  | вул.  | Гребінки Євгена               |                                                           | Млинки Шкільникові                                                 |                        |                                       |
| 52  | вул.  | Григорія Теслі                | нова вулиця                                               |                                                                    | 350                    | 07.05.2014                            |
| 53  | вул.  | Грицая Дмитра                 |                                                           | Добрельчичі                                                        | 510                    |                                       |
| 54  | вул.  | Грінченка Бориса              | Куйбишева                                                 | Посьолок                                                           | 440                    | 16.05.1990                            |
| 55  | вул.  | Горліса-Горського Юрія        | Некрасова Миколи                                          | Війтівська Гора                                                    | 450                    | 22.06.2023                            |
| 56  | вул.  | Грушевського Михайла          | Радянська                                                 | Лани, Старостинський Двір, Задвірне, Задубиче, Вокзал              | 2300                   | 16.05.1990                            |
| 57  | пров. | Ґонти Івана                   |                                                           | Плебанія                                                           | 140                    |                                       |
| 58  | вул.  | Ґоттліба Мауриція             |                                                           | Біля Тандему                                                       | 150                    |                                       |
| 59  | вул.  | Ґрюнвальдська                 |                                                           | Війтівська Гора                                                    | 300                    |                                       |
| 60  | вул.  | Данила Галицького             | Комсомольська                                             | Центр                                                              |                        | 16.05.1990                            |
| 61  | вул.  | Дацка Івана                   | Різницька (Rzeznicka) / Маркса Карла / Академіка Сахарова | Війтівська Гора                                                    |                        | 20.10.2022                            |
| 62  | вул.  | Дністерська                   |                                                           | Млинки Шкільникові                                                 |                        |                                       |
| 63  | вул.  | Довбуша Олекси                |                                                           | Зваричі                                                            |                        |                                       |
| 64  | вул.  | Довженка Олександра           |                                                           | Загороди                                                           |                        |                                       |
| 65  | вул.  | Дорошенка Петра               |                                                           | Млинки Шкільникові                                                 |                        |                                       |
| 66  | вул.  | Дрогобича Юрія                |                                                           | Центр                                                              |                        |                                       |
| 67  | вул.  | Дяківа Олега                  | Індустріальна                                             | Кохна                                                              |                        | 20.10.2022                            |
| 68  | вул.  | Жупна                         |                                                           | Центр                                                              |                        |                                       |
| 69  | вул.  | Завалля                       |                                                           | Центр                                                              | 200                    |                                       |
| 70  | вул.  | Завіжна                       |                                                           | Завіжнє                                                            |                        |                                       |
| 71  | пров. | Заводський                    |                                                           | Завіжнє                                                            |                        |                                       |
| 72  | пров. | Задвірний                     |                                                           | Задвірне                                                           |                        |                                       |
| 73  | вул.  | Заду́бична                     | Павлика Морозова / Пушкіна Олександра                     | Посьолок                                                           | 270                    | 21.04.2022                            |
| 74  | пров. | Залізничний                   |                                                           | Вокзал                                                             |                        |                                       |
| 75  | вул.  | Залізняка Максима             |                                                           | Плебанія                                                           | 140                    |                                       |
| 76  | вул.  | Залісся                       |                                                           | Загороди                                                           | 2900                   |                                       |
| 77  | вул.  | Залужанська                   |                                                           |                                                                    |                        |                                       |
| 78  | пл.   | Замкова Гора                  |                                                           | Центр                                                              | 70                     |                                       |
| 79  | вул.  | Заньковецької Марії           | Ґімназіальна (Gimnazjalna)                                | Центр                                                              | 145                    |                                       |
| 80  | вул.  | Зарічна                       |                                                           | Корост                                                             |                        |                                       |
| 81  | вул.  | Зварицька                     |                                                           | Зваричі, Босня                                                     |                        |                                       |
| 82  | вул.  | Здоров'я                      |                                                           | Мале Залісся                                                       |                        |                                       |
| 83  | вул.  | Зелена                        |                                                           | Зоряне                                                             |                        |                                       |
| 84  | пров. | Зелений                       |                                                           |                                                                    |                        |                                       |
| 85  | пл.   | Злуки                         | Визволення                                                | Вокзал                                                             |                        | 16.05.1990                            |
| 86  | вул.  | Зубрицького Михайла           |                                                           | Млинки Сівкові                                                     |                        |                                       |
| 87  | вул.  | Івасюка Володимира            |                                                           | Зваричі, Завіжнє                                                   |                        |                                       |
| 88  | пров. | Ільницького Володимира        |                                                           |                                                                    |                        |                                       |
| 89  | вул.  | Ірини Вільде                  |                                                           | Посьолок                                                           |                        |                                       |
| 90  | вул.  | Йосифа Сліпого                |                                                           |                                                                    |                        |                                       |
| 91  | пров. | Карманського Петра            | Інститутська                                              |                                                                    | 325                    | 16.05.1990                            |
| 92  | вул.  | Кармалюка Устима              |                                                           | Добрельчичі                                                        | 365                    |                                       |
| 93  | вул.  | Карпатська                    |                                                           | Старостинський Двір                                                | 300                    |                                       |
| 94  | вул.  | Карпенка-Карого Івана         |                                                           | Війтівська Гора                                                    | 500                    |                                       |
| 95  | пров. | Квітневий                     |                                                           | Біля Тандему                                                       |                        |                                       |
| 96  | вул.  | Київська                      |                                                           | Скітня                                                             |                        |                                       |
| 97  | вул.  | Кирило-Мефодіївська           |                                                           | Млинки Шкільникові                                                 |                        |                                       |
| 98  | вул.  | Княгині Ольги                 | Космонавтів                                               |                                                                    |                        |                                       |
| 99  | пров. | Кобзарський                   |                                                           | Лішнянське Передмістя                                              |                        |                                       |
| 100 | пров. | Кобилянської Ольги            |                                                           | мікрорайон Спортивний                                              | 200                    |                                       |
| 101 | вул.  | Кобрина Володимира            | Мічуріна Івана                                            | Війтівська Гора                                                    | 325 (135 + 190)        | 20.10.2022                            |
| 102 | вул.  | Коваліва Стефана              |                                                           | Загороди                                                           | 470                    |                                       |
| 103 | вул.  | Ковальська                    | Берка Йоселевича (Berka Joselewicza) / 6-го Серпня        | Центр, Біля Жаб                                                    | 240                    | 16.05.1990                            |
| 104 | вул.  | Козацька                      |                                                           | Скітня                                                             | 475                    |                                       |
| 105 | вул.  | Козловського лікаря           | Чапаєва                                                   | Війтівська Гора                                                    | 950                    | 16.05.1990                            |
| 106 | вул.  | Коминярська                   |                                                           | Центр                                                              | 320                    |                                       |
| 107 | вул.  | Кониського Олександра         | Петровського                                              | Війтівська Гора                                                    | 250                    | 16.05.1990                            |
| 108 | вул.  | Коновальця Євгена             |                                                           | Мікрорайон Коновальця, Райони, Нью-Йорк, Італійський Квартал       | 780                    |                                       |
| 109 | пров. | Кооперативний                 |                                                           | Війтівська Гора                                                    | 150                    |                                       |
| 110 | пров. | Коперника Миколая             |                                                           | Війтівська Гора                                                    | 110                    |                                       |
| 111 | вул.  | Копистенського Захарії        |                                                           | Плебанія                                                           | 160                    |                                       |
| 112 | пров. | Короткий                      |                                                           | Задвірне                                                           | 380                    |                                       |
| 113 | вул.  | Коссака Григорія              | Піонерська                                                |                                                                    | 225                    | 16.05.1990                            |
| 114 | вул.  | Коссака Зенона "Тарнавського" | нова вулиця                                               |                                                                    |                        | 18.07.2024                            |
| 115 | пр-д. | Костецької Марфи              |                                                           |                                                                    |                        |                                       |
| 116 | вул.  | Котка Дмитра                  |                                                           | Біля Тандему                                                       |                        |                                       |
| 117 | вул.  | Котляревського Івана          | Болонна                                                   | Добрельчичі, Болоня                                                | 1200                   |                                       |
| 118 | вул.  | Коцюбинського Михайла         |                                                           | Зваричі                                                            |                        |                                       |
| 119 | вул.  | Кравченко Уляни               |                                                           | Добрельчичі                                                        | 715                    |                                       |
| 120 | вул.  | Кривоноса Максима             |                                                           | Млинки Сівкові                                                     | 0                      |                                       |
| 121 | вул.  | Кропивницького Марка          |                                                           | Нова Волоща                                                        |                        |                                       |
| 122 | вул.  | Крушельницької Соломії        |                                                           | Задвірне                                                           |                        |                                       |
| 123 | пров. | Куліша Пантелеймона           | Кушніра                                                   | Задвірне                                                           |                        | 16.05.1990                            |
| 124 | вул.  | Кульчицького Сергія           |                                                           |                                                                    |                        |                                       |
| 125 | вул.  | Купальська                    |                                                           | Нова Волоща                                                        |                        |                                       |
| 126 | вул.  | Курбаса Леся                  | Конституції                                               |                                                                    |                        | 16.05.1990                            |
| 127 | пров. | Курінний                      |                                                           | Плебанія                                                           | 200                    |                                       |
| 128 | вул.  | Левицького Йосипа             | Рибна (Rybia), Лесі Українки                              | Центр                                                              |                        | 16.05.1990                            |
| 129 | вул.  | Лемківська                    |                                                           | Війтівська Гора                                                    | 390                    |                                       |
| 130 | вул.  | Леонтовича Миколи             |                                                           | Млинки Шкільникові                                                 |                        |                                       |
| 131 | вул.  | Лепкого Богдана               | Словацького                                               | Центр, Війтівська Гора                                             | 400                    | 16.05.1990                            |
| 132 | вул.  | Лесі Українки                 | Горького                                                  | Центр, Закостельні Загороди                                        | 1200                   | 16.05.1990                            |
| 133 | вул.  | Лисенка Миколи                |                                                           | Центр                                                              | 150                    |                                       |
| 134 | вул.  | Лішнянська                    |                                                           | Зоряне                                                             |                        |                                       |
| 135 | пров. | Луговий                       |                                                           | мікрорайон Спортивний                                              | 225                    |                                       |
| 136 | вул.  | Львівська                     |                                                           |                                                                    |                        |                                       |
| 137 | вул.  | Людкевича Станіслава          |                                                           | Млинки Шкільникові                                                 |                        |                                       |
| 138 | вул.  | Люльки Архипа                 |                                                           | Кольонія                                                           | 230                    |                                       |
| 139 | вул.  | Мазепи Івана                  | Пілсуцького, Дзержинського                                | Центр                                                              | 320                    | 16.05.1990                            |
| 140 | вул.  | Макуха Івана                  | нова вулиця                                               | Болоня                                                             | 230                    |                                       |
| 141 | вул.  | Мала                          |                                                           | Центр                                                              | 65                     |                                       |
| 142 | пров. | Малий                         |                                                           | Добрельчичі                                                        | 50                     |                                       |
| 143 | вул.  | Малий Ринок                   |                                                           | Центр                                                              | 140                    |                                       |
| 144 | вул.  | Маріїнська                    |                                                           | Центр                                                              |                        |                                       |
| 145 | вул.  | Мартовича Леся                |                                                           | Млинки Шкільникові                                                 |                        |                                       |
| 146 | вул.  | Мельника Андрія               |                                                           | Нова Волоща                                                        |                        |                                       |
| 147 | вул.  | Менцинського Модеста          |                                                           | Зоряне                                                             |                        |                                       |
| 148 | вул.  | Миколайчука Івана             | Спартака                                                  | Добрельчичі                                                        |                        | 18.07.2024                            |
| 149 | пров. | Михайловича Теофіля           |                                                           | Війтівська Гора                                                    | 95                     |                                       |
| 150 | пров. | Міські Загороди               |                                                           | Нива                                                               | 480 ~                  |                                       |
| 151 | вул.  | Міцкевича Адама               |                                                           | Центр, Закостельні Загороди                                        | 215                    | 16.05.1990                            |
| 152 | вул.  | Млинарська                    |                                                           | Плебанія                                                           | 130                    |                                       |
| 153 | пров. | Морозенка Станіслава          |                                                           | мікрорайон Спортивний                                              | 170                    |                                       |
| 154 | вул.  | Музична                       |                                                           | Центр                                                              |                        |                                       |
| 155 | пров. | Набережний                    |                                                           | мікрорайон Спортивний                                              | 210                    |                                       |
| 156 | вул.  | Нагірна                       |                                                           | Загороди                                                           |                        |                                       |
| 157 | вул.  | Наливайка Северина            | Московська                                                | мікрорайон Самбірська, Нова Волоща                                 |                        | 16.05.1990                            |
| 158 | вул.  | Нафтовиків                    |                                                           | Завіжнє, Загороди                                                  | 1100                   |                                       |
| 159 | вул.  | Нечая Данила                  |                                                           | Нова Волоща                                                        |                        |                                       |
| 160 | вул.  | Нижанківського Остапа         | Св. Бартоломея (Św.Bartłomieja)                           | Центр, Закостельні Загороди                                        | 310                    |                                       |
| 161 | вул.  | Нова                          |                                                           | Війтівська Гора                                                    | 280                    |                                       |
| 162 | вул.  | Озерна                        |                                                           | Загороди                                                           | 365                    |                                       |
| 163 | вул.  | Ольжича Олега                 |                                                           | Біля Тандему                                                       | 100                    |                                       |
| 164 | вул.  | Опришківська                  |                                                           | Добрельчичі                                                        | 250                    |                                       |
| 165 | вул.  | Орлика Пилипа                 | Леона Райха (Leona Reicha) / Герцена                      | Лани, Гирівка                                                      | 3800 (3,4 + 0,4)       | 16.05.1990                            |
| 166 | вул.  | Остапа Вишні                  |                                                           | Загороди                                                           | 365                    |                                       |
| 167 | вул.  | Остроградського Михайла       |                                                           | мікрорайон Спортивний                                              | 100                    |                                       |
| 168 | вул.  | Павлика Михайла               | Кірова                                                    | Посьолок                                                           | 790                    | 16.05.1990                            |
| 169 | пров. | Панаса Мирного                |                                                           | Війтівська Гора                                                    | 220                    |                                       |
| 170 | вул.  | Паркова                       |                                                           | Нова Волоща                                                        | 910                    |                                       |
| -   | вул.  | Пекарська                     | Колобка (у народі)                                        | Плебанія                                                           | 300                    | офіційно не затверджена               |
| 172 | вул.  | Петлюри Симона                |                                                           |                                                                    |                        |                                       |
| 173 | вул.  | Південна                      |                                                           | Кохна                                                              |                        |                                       |
| 174 | пров. | Південний                     |                                                           | мікрорайон Спортивний                                              |                        |                                       |
| 175 | вул.  | Підвалля                      |                                                           | Центр                                                              | 220                    |                                       |
| 176 | вул.  | Підкови Івана                 |                                                           | Нова Волоща                                                        | 380                    |                                       |
| 177 | вул.  | Пластунів                     | Молодогвардійців                                          | Посьолок                                                           | 615                    | 16.05.1990                            |
| 178 | вул.  | Плеба́нія                      |                                                           | Плебанія                                                           | 550                    |                                       |
| 179 | вул.  | Побук                         |                                                           | Зваричі, Босня                                                     |                        |                                       |
| 180 | пров. | Повстанський                  |                                                           | Зваричі                                                            |                        |                                       |
| 181 | вул.  | Полуботка Павла               |                                                           | Війтівська Гора                                                    | 150                    |                                       |
| 182 | вул.  | Проектна                      |                                                           | Кохна                                                              |                        |                                       |
| 183 | пров. | Промисловий                   |                                                           |                                                                    |                        |                                       |
| 184 | вул.  | Прорізна                      |                                                           | Скітня                                                             | 215                    |                                       |
| 185 | вул.  | Пулюя Івана                   |                                                           | Посьолок                                                           | 545                    |                                       |
| 186 | пров. | П'я́тницький                   | не мав назви                                              | Завіжнє                                                            |                        | 16.05.1990                            |
| 187 | вул.  | Раневицька                    |                                                           | Плебанія                                                           | 690                    |                                       |
| 188 | вул.  | Реваковича Тита               |                                                           |                                                                    |                        | 07.05.2014 з поправкою від 01.01.2025 |
| 189 | пров. | Ремісничий                    |                                                           | Центр                                                              |                        |                                       |
| 190 | вул.  | Рильського Максима            |                                                           | Зваричі                                                            |                        |                                       |
| 191 | пл.   | Ринок                         | Ратушна, Торговиця, Гітлерпляц, Леніна                    | Центр                                                              | 400                    |                                       |
| 192 | вул.  | Рихтицька                     |                                                           | Кохна, Біля Хімії                                                  |                        |                                       |
| 193 | вул.  | Рівна                         |                                                           | Скітня                                                             | 225                    |                                       |
| 194 | вул.  | Різдвяна                      |                                                           |                                                                    | 110                    |                                       |
| 195 | вул.  | Ріпина Іллі                   | Рєпіна Іллі                                               | Плебанія, Повишена                                                 | 1000                   | 18.07.2024                            |
| 196 | вул.  | Ріпницька                     |                                                           | Млинки Шкільникові                                                 |                        |                                       |
| 197 | вул.  | Руданського Степана           |                                                           | Млинки Сівкові                                                     |                        |                                       |
| 198 | вул.  | Руставелі Шота                |                                                           | Млинки Шкільникові                                                 |                        |                                       |
| 199 | вул.  | Сагайдачного Петра            | Сніжна                                                    |                                                                    |                        |                                       |
| 200 | пров. | Садовий                       |                                                           | Корост                                                             | 270                    |                                       |
| 201 | вул.  | Самбірська                    |                                                           | Лішнянські Загороди, мікрорайон Самбірська, Граніт, Лішня-Задубиче | 2400                   |                                       |
| 202 | пров. | Самбірський                   |                                                           |                                                                    |                        |                                       |
| 203 | вул.  | Світанок                      |                                                           | Корост, Світанок                                                   |                        |                                       |
| 204 | вул.  | Святого Юра                   |                                                           | Нива                                                               |                        |                                       |
| 205 | пл.   | Святого Юра                   | відновлена назва                                          | Зваричі                                                            | -                      | 20.03.2025                            |
| 206 | вул.  | Симоненка Василя              |                                                           | Кольонія                                                           | 645                    |                                       |
| 207 | вул.  | Сіксоя Руслана                | Глінки Михайла                                            | Плебанія                                                           | 0                      | 20.10.2022                            |
| 208 | вул.  | Сірка Івана                   |                                                           |                                                                    | 355                    |                                       |
| 209 | вул.  | Січових Стрільців             | Кона Фелікса                                              | Зваричі, Закостельні Загороди                                      |                        | 16.05.1990                            |
| 210 | вул.  | Сковороди Григорія            |                                                           | Добрельчичі                                                        | 650                    |                                       |
| 211 | вул.  | Скорика Мирослава             |                                                           | Добрельчичі                                                        | 300                    |                                       |
| 212 | вул.  | Скрипника Андрія              | Чехова Антона                                             |                                                                    | 345                    | 21.04.2022                            |
| 213 | пров. | Словацького Юліуша            |                                                           | Війтівська Гора                                                    | 210                    |                                       |
| 214 | пров. | Соколів                       |                                                           | Лішнянське Передмістя                                              |                        |                                       |
| 215 | вул.  | Солоний Ставок                |                                                           | Центр                                                              | 350                    |                                       |
| 216 | вул.  | о. Софро́на (Яциківа)          |                                                           | Нова Волоща                                                        |                        |                                       |
| 217 | вул.  | Спортивна                     |                                                           | Мікрорайон Спортивний                                              | 1400                   |                                       |
| 218 | вул.  | Ставище                       |                                                           | Війтівська Гора                                                    |                        |                                       |
| 219 | вул.  | Стадника Йосипа               |                                                           | Добрельчичі                                                        | 205                    |                                       |
| 220 | вул.  | Станіславська                 |                                                           |                                                                    |                        |                                       |
| 221 | вул.  | Старицького Михайла           |                                                           | Добрельчичі, мікрорайон Спортивний                                 |                        |                                       |
| 222 | пров. | Стебницький                   |                                                           | Корост                                                             | 95                     |                                       |
| 223 | пл.   | Стефаника Василя              |                                                           | Центр                                                              | 120                    |                                       |
| 224 | вул.  | Стрийська                     | Святого Якова                                             | Старостинський Двір, Задвірне, Хімтруд, Задубиче, Кольонія         | 4000                   |                                       |
| 225 | пров. | Студентський                  |                                                           | Плебанія                                                           | 65                     |                                       |
| 226 | вул.  | Стуса Василя                  | Маяковського                                              |                                                                    |                        | 16.05.1990                            |
| 227 | вул.  | Східна                        |                                                           | Нова Волоща                                                        |                        |                                       |
| 228 | вул.  | Тарнавського Мирона           | Чкалова                                                   | Зваричі                                                            |                        | 16.05.1990                            |
| 229 | вул.  | Твердохліба Сидора            |                                                           | Зоряне                                                             |                        |                                       |
| 230 | пл.   | Театральна                    | Смольки (Smolki)                                          | Центр                                                              |                        |                                       |
| 231 | вул.  | Теліги Олени                  |                                                           | Млинки Шкільникові                                                 |                        |                                       |
| 232 | пров. | Тепличний                     |                                                           | Біля Тандему                                                       |                        |                                       |
| 233 | вул.  | Тисьменицька                  |                                                           | Плебанія, Повишена                                                 |                        |                                       |
| 234 | вул.  | Тиха                          |                                                           | Завіжнє                                                            |                        |                                       |
| 235 | вул.  | Трускавецька                  | Ґрюнвальдська (Grunwaldzka)                               | Центр, Війтівська Гора, Гірка                                      | 4600 (3,6 + 1,0)       |                                       |
| 236 | пров. | Трускавецький                 |                                                           |                                                                    |                        |                                       |
| 237 | вул.  | Труша Івана                   |                                                           | Добрельчичі                                                        | 240                    |                                       |
| 238 | вул.  | Тураша Мирослава              |                                                           | Біля Долотного                                                     | 1800                   |                                       |
| 239 | вул.  | Турянського Осипа             |                                                           | Зваричі                                                            |                        |                                       |
| 240 | пров. | Ужгородський                  |                                                           | Завіжнє                                                            |                        |                                       |
| 241 | вул.  | Устияновичів                  | Голубина                                                  | Війтівська Гора                                                    | 225                    |                                       |
| 242 | вул.  | Фабрична                      |                                                           |                                                                    | 1160                   |                                       |
| 243 | вул.  | Федьковича Юрія               |                                                           |                                                                    | 270                    |                                       |
| 244 | вул.  | Франка Івана                  | Гоголя                                                    | Центр, Закостельні Загороди, Лішнянське Передмістя, Біля Тандему   | 2700                   | 16.05.1990                            |
| 245 | вул.  | Хмельницького Богдана         |                                                           | Війтівська Гора                                                    | 1400                   |                                       |
| 246 | вул.  | Холмська                      |                                                           | Гицлівка                                                           | 550                    |                                       |
| 247 | вул.  | Цвинтарна                     |                                                           | Лани                                                               | 270                    |                                       |
| 248 | вул.  | Чайковського Андрія           |                                                           | Добрельчичі                                                        | 115                    |                                       |
| 249 | вул.  | Чапельського Володимира       |                                                           | Задубиче                                                           | 265                    |                                       |
| 250 | пров. | Четарів                       |                                                           | Плебанія                                                           | 200                    |                                       |
| 251 | вул.  | Чмоли Івана                   | Св. Бартоломея (Św.Bartłomieja)                           |                                                                    | 295                    |                                       |
| 252 | вул.  | Чорновола В'ячеслава          | Скітницька (Skotnicka)                                    | Лани, Скітня                                                       | 425                    |                                       |
| 253 | пров. | Чумацький                     |                                                           | Плебанія                                                           | 110                    |                                       |
| 254 | пров. | Чурай Марусі                  |                                                           | Скітня                                                             | 135                    |                                       |
| 255 | вул.  | Шалати Михайла                | Толстого Лева                                             | Війтівська Гора                                                    | 490                    | 21.04.2022                            |
| 256 | пров. | Шахтарів                      |                                                           | Завіжнє                                                            | 270                    |                                       |
| 257 | вул.  | Шашкевича Маркіяна            |                                                           | Центр                                                              | 370                    |                                       |
| 258 | вул.  | Шевська                       |                                                           | Центр                                                              | 125                    |                                       |
| 259 | вул.  | Шевченка Тараса               | Міцкевича (Mickiewicza) / 1-го Травня                     | Центр, Закостельні Загороди                                        | 715                    | 16.05.1990                            |
| 260 | пл.   | Шевченка Тараса               | Жовтневої Революції                                       | Центр                                                              | -                      | 16.05.1990                            |
| 261 | вул.  | Шептицького Андрея            |                                                           |                                                                    |                        |                                       |
| 262 | вул.  | Шкільна                       |                                                           | Центр                                                              | 200 (110 + 90)         |                                       |
| 263 | вул.  | Шолом-Алейхема                | Крашевського (Kraszewskiego), Свердлова                   | Центр                                                              |                        | 16.05.1990                            |
| 264 | вул.  | Шопена Фридерика              |                                                           | Центр                                                              | 220                    |                                       |
| 265 | вул.  | Шульца Бруно                  |                                                           | Центр                                                              |                        |                                       |
| 266 | вул.  | Шухевича Романа               |                                                           |                                                                    |                        |                                       |
| 267 | вул.  | Ярослава Осьмомисла           | Міцкевича / пл. Котовського                               | Центр                                                              | 110                    | 16.05.1990                            |
| 268 | пров. | Ясний                         |                                                           | Скітня                                                             | 290                    |                                       |

## Історія перейменувань
Назва вулиці (годонім) – це один із способів заповнення простору інформацією, надання йому певних смислів. Перейменування є одним із інструментів формування нової моделі простору пам’яті, зміни вектора запам’ятовування/пригадування та забуття або коригування кодів, що творилися в попередній період. Надання нової назви – наділення простору новим смислом, творення нової системи координат. Її  закріплення  відбувається  через  сферу  почуттів,  оскільки  нейтральне  ставлення  до  зміни звичних  назв  практично  неможливе,  а  отже,  й  нова  назва  вулиці  викликає  найчастіше необхідність  подолання  внутрішнього  супротиву,  поєднаного  з  осмисленням  причин перейменування  та  формування  власної  аргументації  доцільності/недоцільності,  а  отже,  й погодження/непогодження  з  тим,  що відбувається.  У  будь-якому  разі  формується  нове  або доповнюється/коригується  попереднє  знання,  і  подія  (перейменування), як  і  її  внутрішня мотивація та зміст нового топоніму, стає частиною пам’яті конкретної людини та громади. Отже,  статус  перейменованого простору  також  змінюється.  Чим  масштабніші  зміни  у топоніміконі місцевості, тим суттєвіші зрушення у семантиці простору. [Павленко, І. Я. (2018). Урбаноніми як засіб формування історичної пам'яті. Мова. Література. Фольклор, (2), 58-66. вилучено із ttp://journalsofznu.zp.ua/index.php/philology/article/view/606]
Вперше перелік вулиць Дрогобича було опубліковано у 1901 році в газеті "Tygodnik Samborsko-Drohobycki". Його опублікував головний редактор тижневика Юзеф Альбін Кунде (Józef Albin Kunde). Перейменування та найменування відбулось у кінці березня того року.

Даний реєстр віднайшов дрогобицький дослідник Ігор Чава.
Пізніші відомі перейменування: 1928 р., 1939 р., 1958 р., 1990 р., 2022 р.

### Відомі назви до 1900 року
У 1772 році, після першого поділу Польщі, Дрогобич, як і вся Східна Галичина, опинився у складі монархії Габсбургів (з 1804 року — Австрійської імперії, 1867 р. — Австро-Угорської).
| N | Тип                        | Назва                           | Пізніші назви до 1939 р.   | Сучасна назва (2023 р.)                                       |
| - | -------------------------- | ------------------------------- | -------------------------- | ------------------------------------------------------------- |
| 1 | вул.                       | Ігнацівка                       |                            |                                                               |
| 1 | вул.                       | Львівська                       | Ковальська                 | Ковальська, В. Чорновола                                      |
| 1 | вул.                       | Садова                          | Лішнянська                 | Івана Франка (част.)                                          |
| 1 | вул.                       | Самбірська                      |                            | Я. Осьмомисла, Т. Шевченка (част.), Січових Стрільців (част.) |
| 1 | вул.                       | Сліпа                           | Бондарська                 | Юрія Дрогобича                                                |
| 1 | вул.                       | Солецька (ще раніше - Угорська) | Стебницька                 | Трускавецька                                                  |
| 1 | вул.                       | Стрийська                       |                            | І. Мазепи, Стрийська                                          |
| 1 | вул.                       | Ясеницька                       |                            |                                                               |
| 1 |                            |                                 |                            |                                                               |
| 1 |                            |                                 |                            |                                                               |
| 1 | стаття у процесі написання | стаття у процесі написання      | стаття у процесі написання | стаття у процесі написання                                    |

### Станом на 1901 рік (місто у складіАвстро-Угорської імперії)
Перелік іменувань нових вулиць міста Дрогобича від 24 березня 1901 р.
Джерело:
| N  | Тип  | Назва                           | Місцезнаходження | Сучасна назва (2023 р.)                                                 |
| -- | ---- | ------------------------------- | --- | ----------------------------------------------------------------------- |
| 1  | вул. | Бондарська (Беднарська)         | Від статуї (колони) Св. Флоріана до вул. Соляної                                                                    | Юрія Дрогобича                                                          |
| 2  | вул. | Бориславська                    | Від вілли пана Фрітца до великої фабрики (згодом рафінерія «Galicja» біля Млинок Шкільникових)                      | Бориславська                                                            |
| 3  | вул. | Війтівська Гора                 | Від вул. Стебницької (від дому Нижника) до цегельні Корнгабера                                                      | Війтівська Гора                                                         |
| 4  | вул. | Гарбарська (Кушнірська)         | Від шкіряного заводу Гоффмана до вул. Собеського                                                                    | Миколи Лисенка                                                          |
| 5  | вул. | Голубина                        | Від вул. Стебницької, попри будинок Стемплера, до вул. Війтівська Гора                                              | Устияновичів                                                            |
| 6  | вул. | Гончарська                      | Від вул. Жупної (від вілли пана Цалика) до площі Св. Тройці                                                         | Гончарська                                                              |
| 7  | вул. | Горішня Брама                   | Від вул. Бориславської до міського лісництва                                                                        | Горішня Брама                                                           |
| 8  | вул. | Жупна                           | Від вілли пана Яна Нєвядомського до жупного моста                                                                   | Жупна                                                                   |
| 9  | вул. | Завалля                         | Від вілли Єґра (інколи Джеґра) до площі Смольки                                                                     | Завалля                                                                 |
| 10 | вул. | Завіжна                         | Від коваля на роздоріжжю до муніципального (комунального або державного) пасовища                                   | Завіжна                                                                 |
| 11 | пл.  | Зварицька                       | Від жупного моста до соляних джерел                                                                                 | не існує, вул. Солоний Ставок (част.)                                   |
| 12 | вул. | Зелена                          | Від шкіряного заводу пана Ернста до вілли пана Зайґера (Цайґера)                                                    | Івана Франка (част.)                                                    |
| 13 | вул. | Ковальська                      | Від Ґрандготелю до вул. Собеського                                                                                  | Ковальська                                                              |
| 14 | вул. | Колійова Вижня                  | Від вілли пана Германа перед Новим Селом до вул. Шпитальної                                                         | Михайла Грушевського (част.)                                            |
| 15 | вул. | Колійова Нижня                  | Від вул. Стрийської до головного залізничного вокзалу                                                               | не існує, пров. Залізничний (част.)                                     |
| 16 | вул. | Коминярська                     | Від вілли пана Кльося, вздовж потоку, до вул. Бориславської                                                         | Коминярська                                                             |
| 17 | вул. | Конарського Станіслава          | Від вул. Бориславської (від вілли пана Фрітца) до вул. Стебницької                                                  | Музична                                                                 |
| 18 | вул. | Корост                          | Від вілли пана Рудкевича до самого кінця, аж під ліс                                                                | Зарічна                                                                 |
| 19 | пл.  | Крашевського                    | Від вул. Рибної і довкола вілли Крашевського (на території власності був сад)                                       | Шолом-Алейхема (част.)                                                  |
| 20 | вул. | Крута (Звивиста, Кручена)       | Від вілли власника фіакрів Кікевича до вул. Тихої                                                                   | Володимира Івасюка                                                      |
| 21 | вул. | Лазнева                         | Від лазні біля дому Лебера до вул. Собеського                                                                       | у нар. Біля Бані (офіційно безіменна)                                   |
| 22 | вул. | Лішнянська                      | Від будинку Клінґгоффера до Загород Лішнянських (меж, городів та садів села Лішня)                                  | Івана Франка (част.)                                                    |
| 23 | вул. | Мала                            | Від площі Ринок (а саме від дому Борґманна) до карного суду                                                         | Мала                                                                    |
| 24 | вул. | Малий Ринок                     | Обіймала територію площі біля судової в’язниці і тягнулася до огорож вілли Крашевського (городів пана Крашевського) | Малий Ринок                                                             |
| 25 | вул. | Маріїнська                      | Від вул. Беднарської до вул. Жупної                                                                                 | Маріїнська                                                              |
| 26 | вул. | Міцкевича Адама                 | Від аптеки «Під чорним орлом» до вілли пана Зайґера (Цайґера)                                                       | Ярослава Осьмомисла, Тараса Шевченка (част.), Січових Стрільців (част.) |
| 27 | вул. | Млинарська                      | Від моста біля млина до дому Гриня Бориса                                                                           | Млинарська, Війтівська Гора (част.)                                     |
| 28 | вул. | Підвалля                        | Від готелю Макса до площі Смольки                                                                                   | Підвалля                                                                |
| 29 | вул. | Плебанія Вижня                  | Від вілли Юзефа Скрипка до раневицької дороги                                                                       | Плебанія                                                                |
| 30 | вул. | Плебанія Нижня                  | Від вілли Щипайла до вул. Плебанської Вижньої                                                                       | Захарії Копистенського                                                  |
| 31 | вул. | Польна (Польова)                | Від вул. Стебницької, повз склад дерева, до вул. Війтівська Гора                                                    | Броніслава Козловського                                                 |
| 32 | вул. | Раневицька                      | Від вул. Стрийської до фабрики Файєрштайна «Consordia»                                                              | Раневицька                                                              |
| 33 | вул. | Рибна                           | Від Малого Ринку до вул. Ковальської                                                                                | Йосипа Левицького (част.)                                               |
| 34 | вул. | Різницька                       | Від вул. Стрийської, попри бойню, до вул. Війтівська Гора                                                           | Івана Дацка                                                             |
| 35 | вул. | Самбірська                      | Від будинку Клінґгоффера до фабрики Креппла (Крепля)                                                                | Самбірська                                                              |
| 36 | вул. | Святого Варфоломія (Бартолемея) | Від римо-католицької плебанії до вул. Собеського                                                                    | Остапа Нижанківського                                                   |
| 37 | пл.  | Святого Варфоломія (Бартолемея) | Від вілли родини Манкесів (Манкесув) до костельної огорожі (паркану)                                                | Замкова Гора                                                            |
| 38 | вул. | Святого Хреста                  | Від моста біля вілли пана Мериновича до вілли пана Гампля                                                           | Зварицька                                                               |
| 39 | вул. | Святого Юра                     | Від вул. Стебницької (від дому Роснера) до вул. Бориславської                                                       | Святого Юра                                                             |
| 40 | пл.  | Святого Юра                     | Обіймала територію біля дерев’яної церкви Св. Юрія Побідоносця                                                      | офіційно безіменна, вул. Солоний Ставок (част.)                         |
| 41 | вул. | Святого Яна (Івана Хрестителя)  | Від вул. Соляної до вул. Лішнянської (раніше Садова)                                                                | Мирона Тарнавського                                                     |
| 42 | пл.  | Святої Трійці                   | Простягалася від площі Ринок в напрямку до вул. Бориславської, навпроти церкви Пресвятої Тройці                     | Василя Стефаника                                                        |
| 43 | вул. | Сільна (Сольна, Соляна)         | Від вілли пана Якоба Файєрштайна до вул. Св. Хреста (Воздвиження Чесного Хреста)                                    | Січових Стрільців (част.)                                               |
| 44 | вул. | Скітницька (Скотницька)         | Від вул. Собеського до будинку родини Тростманів                                                                    | В'ячеслава Чорновола                                                    |
| 45 | вул. | Сліпа                           | Від вілли Абр. Штемплера (Стемплера) до вілли Якуба Файєрштайна                                                     | не відомо                                                               |
| 46 | вул. | Словацького Юліуша              | Від вілли пана Михайла Мороза до вул. Війтівська Гора                                                               | Богдана Лепкого                                                         |
| 47 | сад  | Словацького Юліуша              | Обіймав територію від дому Люстіґа до торгових лавок над потоком                                                    | Парк Івасика-Телесика                                                   |
| 48 | вул. | Слюсарська                      | Від Ґрандготелю до вул. Чацького                                                                                    | Степана Бандери                                                         |
| 49 | пл.  | Смольки Францішека              | Обіймала територію давньої візничої площі і території біля податкового уряду                                        | Театральна                                                              |
| 50 | вул. | Сніжна                          | Від вул. Скотницької, через поле до вул. Самбірської (повз будинок Булфона)                                         | Петра Сагайдачного                                                      |
| 51 | вул. | Собеського Яна                  | Від вул. Стрийської, повз монастир оо. Василіян, до вул. Самбірської                                                | Лесі Українки                                                           |
| 52 | вул. | Солоний Ставок                  | Від вул. Бориславської до будинку пані Подлюської                                                                   | Солоний Ставок                                                          |
| 53 | вул. | Стебницька                      | Від церкви Пресвятої Трійці до дому міського ката                                                                   | Трускавецька                                                            |
| 54 | вул. | Столярська                      | Від вул. Слюсарської, повз дім Чемереса, до вул. Собеського                                                         | Шкільна (част.), пл. Тараса Шевченка                                    |
| 55 | вул. | Стрийська                       | Від аптеки пана Тобіашка, що на площі Ринок, до залізничної платформи при головній станції міста                    | Івана Мазепи, Стрийська                                                 |
| 56 | вул. | Тиха                            | Від вул. Церковної до вул. Завіжньої                                                                                | Тиха                                                                    |
| 57 | вул. | Токарська                       | Від вул. Ковальської до вул. Столярської (повз дім Скрипуха)                                                        | зараз хідник від вул. Ковальської до вул. Івана Франка                  |
| 58 | вул. | Цвинтарна                       | Від вул. Шпитальної, поза траншею (якийсь розкоп), до вул. Скотницької (повз будинок Затея)                         | Цвинтарна                                                               |
| 59 | вул. | Церковна                        | Від вул. Св. Хреста, повз церкву Св. П’ятниці, до вілли Леловського                                                 | Михайла Коцюбинського                                                   |
| 60 | вул. | Чацького Тадеуша                | Від вілли пана Болонного до дому Котика                                                                             | Тараса Шевченка (част.)                                                 |
| 61 | вул. | Шашкевича Маркіяна              | Від вул. Стебницької (від дому Чупкевича) до вул. Бориславської                                                     | Маркіяна Шашкевича                                                      |
| 62 | вул. | Шевська                         | Від вул. Стрийської, попри карний суд, до вул. Ковальської                                                          | Шевська                                                                 |
| 63 | вул. | Шевченка Тараса                 | Від вілли лікара Фалька до вул. Беднарської                                                                         | Адама Міцкевича                                                         |
| 64 | вул. | Шкільна                         | Від міської школи, яка діяла навпроти костелу Св. Ворфоломея, до вул. Слюсарської                                   | Шкільна (част.)                                                         |
| 65 | вул. | Шпитальна                       | Від вул. Собеського до Гиравки (Гирівки); (раніше називали Лан)                                                     | Пилипа Орлика                                                           |
| 66 | вул. | Яґеллонська                     | Від вілли лікара Леховського до рабина Шапіри                                                                       | Данила Галицького                                                       |

Таблицю осучаснив Андрій М'язик на основі співставлень Олега Стецюка.

Віднайшов перелік урбанонімів Ігор Чава, вперше опублікував Богдан Лазорак.
Доволі показовим є той факт, що перейменування вулиць Дрогобича 1901 року відбувалося в час святкування 40-ї річниці з дня смерті українського поета Тараса Шевченка. Невипадково, рада магістрату Дрогобича включила в програму перейменування окремої вулиці міста на честь Тараса Шевченка. Однойменна вулиця знаходилася на теперішній вулиці Адама Міцкевича, а станом на 17 березня 1901 року фактично простягалася від вілли доктора Фалка до вулиці Беднарської. Варто зазначити, що 1901 року посаду бургомістра Ксенофонта Охримовича тимчасово обіймав Юліан Нападевич, а його заступником був Францішек Майхрович, які, поляки, пролобіювали цю постанову у ґмінній раді. Зауважимо, що до 1939 року названа вулиця позиціонувалася, як одна із найпрестижніших в Дрогобичі, позаяк тут проживали найбагатші нафтові магнати та підприємці.
З іншого боку, перейменування вулиць Дрогобича у кінці березня 1901 року явно було пов’язане із розширенням міського простору Дрогобича, яке відбувалося за рахунок допливу нових нафтових фірм (переважно із Бельгії, Франції, Канади, США та ін.), приватних крамниць, адвокатських контор, підприємств, магнатських вілл тощо. До того ж, кількість архітекторів, що були представлені у міському відділі приватних та державних архітекторів невпинно зростала через збільшення замовлень. Демографічне зростання населення Дрогобича в цей час простежується також через стрімке збільшення заробітчан.

### У періодЗУНР(1918-1919 рр.)
На відміну від більшости міст та містечок Галичини, де українці взяли владу до рук 1 листопада 1918 року, поляки утримували владу у місті до 2 листопада. Українці опанували містом після прибуття до нього військових частин УГА.
Важливо згадати і про спомин від’їзду українських сил з міста 1919 року у час українсько-польського протистояння:
 
«В ніч із суботи на неділю майже всі частини в Дрогобичі були вже завантажені у вагонах на двірці. Цей поїзд складався із 60 вагонів. Обслуга – дрогобицькі залізничники. Він по приказу мав від’їхати останній, а лучив у собі район Самбір-Дрогобич-Борислав. Через цілу ніч переходили поїзди з підмогою на фронт, одначе вже в неділю 19 травня можна було бачити вояків, які, як фронтові недобитки, ходили самопас по місті. Щохвилини заїздили на станцію наші війська, які відходили на фронт пішком через Дрогобич у сторону Лішні…» [Останній поїзд. Спомин 1919 р. / Дрогобиччина – земля Івана Франка. – Нью-Йорк; Париж; Сидней; Торонто, 973 с. – С. 789].
Упродовж 16-18 липня 1919 року всю територію ЗУНР окупували польські війська.
Оскільки рівно весь цей час тривала Польсько-українська війна, про перейменування та найменування вулиць немає інформації.

### Станом на 1930 рік (місто у складіДругої Польської Республіки)
Порівнюючи з поч. ХХ ст., кількість вулиць у Дрогобичі в міжвоєнний час збільшилася майже на два десятки. Локалізація деяких ще залишається відкритим питанням. Станом на 1930 р. у місті налічуємо 81 вулицю, котрі мали «офіційні назви», в тому числі 5 площ. Далі їхня кількість лише зростала.
Розташування певних вулиць подано відповідно міжвоєнної карти «Plan miasta Drohobycza» (з колекції Ришарда Хубіша), яку було видано коштом дрогобицького відділу Товариства польських купців та промисловців. До уваги було також взято публікацію Єжи Марії Пілецького «SłownikDrohobyckichUlic» (Biuletyn SPZD, 2012. Nr.11. S.23-39).
Джерело: https://www.google.com/maps/d/viewer?hl=uk&mid=187pPwEB92c1chZDRq4zLGWRWiyU&ll=49.34794819297113%2C23.519848649999993&z=13
| N | Тип  | Назва                      | Назва польською повою      | Сучасна назва (2023 р.)                     |
| - | ---- | -------------------------- | -------------------------- | ------------------------------------------- |
| 1 | вул. | Бондарська (Беднарська)    | ul. Bednarska              | Юрія Дрогобича                              |
| 2 | вул. | Бічна                      | ul. Boczna                 | Опришківська (част.), Богдана Хмельницького |
| 3 | вул. | Болонна                    | ul. Błonie                 | Івана Котляревського                        |
| 4 | вул. | Брудна                     | ul. Brudna                 | не існує, пров. Городній (част.)            |
| 5 | вул. | Йоселевича Берка           | ul. Berka Joselewicza      | Ковальська                                  |
| 0 | вул. |                            |                            |                                             |
| 0 | вул. | стаття у процесі написання | стаття у процесі написання | стаття у процесі написання                  |

Таблицю осучаснив Андрій М'язик на основі досліджень та співставлень Олега Стецюка.

### У період 1939-1944 рр.
1 вересня 1939 з нападу Німеччини на Польщу розпочалась Друга світова війна. Вже 10 вересня бомбардувальники скинули свій вантаж на залізничний вокзал та рафінерію Польмін (теперішній нафтопереробний завод № 1), а 11 вересня ще й на малу станцію на Трускавецькій, сільзавод та шпихлір.
18 вересня в місто, не зустрівши опору польської армії, ввійшли війська вермахту, проте вже зранку 24 вересня німці покинули місто, оскільки, відповідно до пакту Молотова—Ріббентропа, Дрогобич переходив до радянської зони окупації. О 17.45 год. того ж дня по вулиці Стрийській в місто вступили війська 12-ї армії генерала Тюленєва.
22 червня 1941 року місто було бомбардовано німецькою авіацією, під удар попали залізнична станція з вокзалом та нафтопереробні підприємства міста, а також військові казарми.
1 липня 1941 року в Дрогобич входять війська гітлерівської Німеччини та її сателіта тисовської Словаччини.
Приблизно в 8:30 год. ранку 6 серпня 1944 року після двогодинного бою в районі НПЗ "Польмін" у місто ввійшли бійці 167-ї стрілецької дивізії Четвертого Українського фронту.

#### У проміжок 1939-1941 рр. (місто окупованеРадянським Союзом)
27 листопада 1939 року була створена Дрогобицька область з 10 повітів, поділених 17 січня 1940 р. на 30 районів.

#### У проміжок 1941-1944 рр. (місто окупованеНімецькою імперією)
З серпня 1941 року по серпень 1944 року Дрогобич у складі дистрикту Галичина входив до складу генерал-губернаторства з центром у Кракові. Дрогобицьку область перейменовано на окружне староство Крайсгауптманшафт Дрогобич.
| N | Тип  | Назва                      | Назва німецькою мовою                                                                     | Сучасна назва (2023 р.)    |
| - | ---- | -------------------------- | ----------------------------------------------------------------------------------------- | -------------------------- |
| 1 | пл.  | Гітлерпляц                 | Hitlerplatz http://droginfo.com.ua/content/view/9085/                                     | Ринок                      |
| 1 | вул. | Паркова                    | Паркштрассе https://www.03244.com.ua/news/3019926/drogobic-malenka-istoria-vulici-velikoi | М. Заньковецької           |
| 1 | вул. | Чортополохова              |                                                                                           | не існує                   |
| 1 |      |                            |                                                                                           |                            |
| 1 | вул. | стаття у процесі написання | стаття у процесі написання                                                                | стаття у процесі написання |

### Станом на 1958 рік (місто у складіУРСР)
- стаття у процесі написання
- Див. Довідник про перейменування назв вулиць і провулків та зміну нумерації будинків по місту Дрогобичу. – Дрогобич, 1958
У часи існування радянської імперії у найменуваннях відобразилися особливості нав’язаного колективного землекористування, риси “соціалістичної ідеології”, у зв’язку з чим історичні назви практично тотально перейменовували. Було штучно насаджено ідеологічні назви. Так появились вулиці, провулки, площі, проспекти та парки Більшовиків, Жовтневі, Колгоспні, Комсомольські, Радянські, Першотравневі тощо. Дуже багато появилось найменувань, утворених від прізвищ партійних і радянських діячів, а також письменників, митців: Дзержинського, Енгельса, Леніна, Карла Маркса, Котовського, Куйбишева, Мічуріна, Павлова, Пушкіна, Щорса та багато інших.
І на сучасному етапі, у світлі подій в Україні, маємо продовження “колоніальних” ініціатив: після анексії Криму, у квітні 2014 р., кримська партія “Русское единство” озвучила пропозицію щодо перейменування Сімферополя на місто Путін, а самого півострова на Тавриду (щоб не згадувати про татарське коріння назви “Крим”, згідно з аргументацією окупантів) [Горенко Н. “Зачистка” Крыма как грандиозная афёра [Электронный ресурс]. – Режим доступу : http://www.Argument.ua.com/stati/
Zachistka-Kryma-kak-grandioznaya-afera source].

### Період Відлиги (1989-1991 рр.)
16 травня 1990 р. рішенням № 73 першої сесії першого демократичного скликання Дрогобицької міської Ради "Про зміну найменування
вулиць і площ м. Дрогобича" було перейменовано 34 вулиці та дві площі, названо один провулок. {{https://doc.drohobych-rada.gov.ua/%E2%84%96-73-%D1%80%D1%96%D1%88%D0%B5%D0%BD%D0%BD%D1%8F-%D1%81%D0%B5%D1%81%D1%96%D1%97-%D0%B4%D1%80%D0%BE%D0%B3%D0%BE%D0%B1%D0%B8%D1%86%D1%8C%D0%BA%D0%BE%D1%97-%D0%BC%D1%96%D1%81%D1%8C%D0%BA%D0%BE/}}

### У періодУкраїнської державидо 2022 року
- стаття у процесі написання
- Див. Вулиці Дрогобича. Довідник сучасних назв вулиць, провулків і площ міста Дрогобича та їх розташування за станом на 18.02.92 р. [Додаток до газети "Вісті з Ратуші" від 04.06.92 р. №14] - Дрогобич, 1992.
Ініціювання процесу перейменування об’єктів з радянськими назвами у 2014 р. здійснено Українським інститутом національної пам’яті. Україні необхідно позбутися насамперед тих назв, які мають в своїй основі прізвища осіб, причетних до організування Голодомору та політичних репресій, осіб, які закарбувались у пам’яті більшості боротьбою проти української державності. Цілком поділяємо думку голови Інституту національної пам’яті Володимира В’ятровича, що: “Сьогодні топоніміка перестала бути питанням лише гуманітарної політики – вона стала одним із інструментів національної безпеки”.
Історичним рішенням стало прийняття 9 квітня 2015 р. Верховною Радою України Закону “Про засудження комуністичного та націонал-соціалістичного (нацистського) тоталітарних режимів в Україні і заборона пропаганди їхньої символіки”, відповідно до якого місцева влада зобов’язана впродовж шести місяців з дня набрання законом чинності перейменувати області, райони, міста, села, вулиці та інші об’єкти топоніміки, які носять радянські назви.
У світлі подій, що відбулися у країні протягом 2013–2014 рр., які й спонукали до прийняття низки давноочікуваних рішень на найвищому рівні, в умовах триваючої у 2015 р. воєнної агресії зі Сходу, зміна
більшовицького назівництва є доволі знаковою. Це своєрідний семантичний опір українського суспільства проімперським геополітичним амбіціям. [Лабінська Г.
Топоніміка : навч. посібник / Галина Лабінська. – Львів: ЛНУ імені Івана Франка, 2016. – С. 4.]

### З 2022 року
Внаслідок повномасштабного збройного вторгнення росії на терени суверенної України у лютому 2022 р., відбулась нова хвиля перейменувань. На Львівщині вона стала абсолютно радикальною і були знищені абсолютно всі залишки назв вулиць та площ, що пов'язані з діячами росії та носіями її культури чи науки. Також рішенням голови Львівської ОДА Максима Козицького було перейменовано всі вулиці Миру та Перемоги в області, оскільки ці назви мали ідеологічну складову.

## Вулиці садівничих товариств
До недавнього часу, поки не дозволили приватизовувати ділянки, що на території дачних кооперативів, вулиці садівничих товариств не адресувалися містом, а були лише для орієнтування у межах дачних кооперативів. Зараз виникають деякі складності в адресації приватизованих садиб у межах садових товариств, оскільки вони вже отримують адресу міста. У Дрогобичі над тим сильно не заморочувались і створили однойменні зі садівничими товариствами вулиці: Світанок та Здоров'я. Так получились цілі квартали малогабаритної забудови по цих двох вулицях. Але неприватизовані обійстя мають старі внутрішні адреси вулиць у межах садових товариств.

### Вулиці садівничих товариств у межах міста
| N  | Тип  | Назва          | Дачний кооператив | Місцевість   | Довжина, м |
| -- | ---- | -------------- | ----------------- | ------------ | ---------- |
| 1  | вул. | Виноградна     | Світанок          | Корост       |            |
| 2  | вул. | Вишнева        | Здоров'я          | Мале Залісся |            |
| 3  | вул. | Едельвейсна    | Світанок          | Корост       |            |
| 4  | вул. | Зоряна         | Світанок          | Корост       |            |
| 5  | вул. | Квіткова       | Здоров'я          | Мале Залісся |            |
| 6  | вул. | Курортна       | Світанок          | Корост       |            |
| 7  | вул. | Лісова         | Здоров'я          | Мале Залісся |            |
| 8  | вул. | Мічуріна Івана | Здоров'я          | Мале Залісся |            |
| 9  | вул. | Озерна         | Здоров'я          | Мале Залісся |            |
| 10 | вул. | Степова        | Здоров'я          | Мале Залісся |            |
| 11 | вул. | Східна         | Здоров'я          | Мале Залісся |            |
| 12 | вул. | Трояндна       | Світанок          | Корост       |            |
| 13 | вул. | Центральна     | Здоров'я          | Мале Залісся |            |
| 14 | вул. | Яблучна        | Здоров'я          | Мале Залісся |            |

### Вулиці садівничих товариств поруч із містом
| N  | Тип  | Назва      | Дачний кооператив | Населений пункт      | Поруч з місцевістю | Довжина, м |
| -- | ---- | ---------- | ----------------- | -------------------- | ------------------ | ---------- |
| 1  | вул. | Бічна      | Бджілка           | Старе Село           | Гирівка            |            |
| 2  | вул. | Вишнева    | Бджілка           | Старе Село           | Гирівка            |            |
| 3  | вул. | Зелена     | Бджілка           | Старе Село           | Гирівка            |            |
| 4  | вул. | Квіткова   | Бджілка           | Старе Село           | Гирівка            |            |
| 5  | вул. | Кленова    | Прикарпаття       | Монастир-Дережицький | Мале Залісся       |            |
| 6  | вул. | Лісова     | Бджілка           | Старе Село           | Гирівка            |            |
| 7  | вул. | Лугова     | Бджілка           | Старе Село           | Гирівка            |            |
| 8  | вул. | Пасічна    | Бджілка           | Старе Село           | Гирівка            |            |
| 9  | вул. | Польова    | Бджілка           | Старе Село           | Гирівка            |            |
| 10 | вул. | Центральна | Бджілка           | Старе Село           | Гирівка            |            |
| 11 | вул. |            | Затишок           | Лішня                | Загороди           |            |

## Зниклі вулиці
1. Брудна вулиця. Колись йшла паралельно нинішній вул. П. Орлика. До неї можна було вийти з кінця вул. Ковальської через вул. Лесі Українки. Як такий початок вулиці «зберігся» — це в'їзд на територію «Рукавички». Цікавим є те, що вулиця у 1920-х роках, як довідуємося з львівських газет, була забрукована, хоч не вважалася центральною, але, вочевидь, це відбулося через те, що вона вела до старого єврейського кладовища.
 ІІ Світова війна і повоєнний час зліквідували її. Газетні хроніки про вулицю майже мовчать. Однак, у львівській «Хвилі» за 1938 рік читаємо, що з цієї вулиці така собі Анна Капусцінська (мешкала за адресою: вул. Брудна, 13) кинула свою десятимісячну дитину у саду на вул. Сенкевича, 12 (початок нинішньої вул. І. Франка). У часи німецької окупації вулиця опинилася в межах Дрогобицького ґетто й була позначена на німецькій карті під назвою пров. Чортополоховий.
 Вулиця паралельно межувала з двома іншими вулицями: ліворуч з «безіменним сліпим провулком» (вже не існує), праворуч — з вул. Орлика, з якою її сполучав провулок, що йшов майже навпроти Великої синагоги. З тієї ж періодики довідуємося, що тут мешкав такий собі «інспектор», який давав дозвіл на продаж гусей на міському ринку. http://droginfo.com.ua/content/view/9032/
2. Гімназіальна вулиця. Цією вулицею іменували теперішній хідник (прохід), який колись, так і нині є зліва від філологічного факультету та веде до головного корпусу Дрогобицького педуніверситету, — колишньої гімназії https://www.03244.com.ua/news/3019926/drogobic-malenka-istoria-vulici-velikoi
3. Зварицька площа. Знаходилась приблизно у місці сходження вулиць Солоний Ставок, Зварицької та Жупної. Де-факто, була майданом перед солевиварювальним заводом, перед мостом через річку Побук. У той час русло ріки було дещо іншим, ніж зараз
4. Кіно провулок. Колись відходила від в'їзних воріт костелу до теперішньої вулиці Міцкевича А.
 «Кінопровулок» — це умовна назва вулички, яка вела від колишньої вул. Яґеллонської (тепер Данила Галицького) попри перший міський кінотеатр «Штука» (відкритий у 1909 р.; у радянський час мав назву «Комсомолець») й виходила до вул. Шевченка (сьогодні — вул. Міцкевича). Вуличка починалася перед костельною брамою будинком поштово-телеграфного уряду (вул. Яґеллонська, 31), який почали зводити у 1905 році. Нині початок вулички забудований, а там, де був вхід — тепер стіна «Укртелекому». Майже до кін. ХІХ ст. була сліпим провулком, який виходив «у городи», допоки не була прокладена тодішня вул. Шевченка.
 Нам відомі як мінімум три передвоєнні зображення, які показують не саму вуличку, а її початок з виглядом на костел Св. Варфоломія: фото 1920-років, де видно не «оштукатурену» костельну браму, фото 1938 року А. Ленкевича та передвоєнний малюнок Фелікса Ляховича. Варто приглядітися до основи, яка тримає ліхтар у провулку. Подібну, а точніше дві такі можна знайти на вул. Мазепи, 18 при вході). Вперше це помітив ще кілька років тому дрогобичанин Остап Дзондза.
 Поки залишається невідомим чи мала вуличка свою передвоєнну назву. Хоча на німецькій карті Дрогобича 1940-х років вулицю позначають так: над нею пишуть «Gasse», а під нею — «Kino», тобто, «алея» та «кіно». http://droginfo.com.ua/content/view/8785/
5. Колійова вулиця. Йшла майже паралельно між теперішніми вулицями Стрийською та Грушевського М.; відходила приблизно від теперішнього будинку № 70 по вул. Грушевського та сполучалась з теперішньою вулицею Вокзальною біля хати № 11. Існувала до кінця 1970-х років
6. Рихтицька вулиця /частково/. Частину вулиці знищили, побудувавши завод автомобільних кранів. Інша частина і зараз Рихтицька
7. Скотницький майдан. Розташовувався у кінці теперішньої вулиці Чорновола В. по лівій стороні; на ньому продавали домашню худобу, бидло та скотину. Реконструйований у 1925 р.
8. Сліпа вулиця. Місце знаходження не з'ясоване. Відомо, що йшла до будівлі теперішньої картинної галереї, колишньої вілли пана Якоба Файєрштайна (зараз це вул. Січових Стрільців, 18). Можливо, це частина вулиці Січових Стрільців від вулиці Т. Шевченка до вул. Ю. Дрогобича
9. Токарська вулиця. Колись сполучала вулицю Ковальську із сучасною вулицею Івана Франка. Існувала до часу побудови кінотеатру «Прометей» та створення теперішньої площі Тараса Шевченка. Тепер на місці вулиці існує хідник (пішохідна доріжка)

## Цікавинки дрогобицької урбаністики
У місті є певні особливості урбаністики, які склались як історично, так і через недбальство чиновників. Відзначимо такі:
- Давня бруківка збереглась на вулицях Ярослава Осьмомисла, Тараса Шевченка, Гончарській, Шевській, Малий Ринок, Степана Бандери, на частинах вулиць Січових Стрільців та Ковальської, у кінці вулиці Трускавецької (спуск до м. Стебник), площах Замкова Гора та Юліяна Вороновського. А також на мості через р. Побук по вулиці Захарії Копистенського - це єдиний забрукований міст у місті.
- Найвищою вулицею міста є вул. Трускавецька у її кінцевій частині (мікрорайон Гірка). Там вона пролягає на висоті від 346 до 358 м над р.м. {{https://uk-ua.topographic-map.com/map-m4dt1h/%D0%94%D1%80%D0%BE%D0%B3%D0%BE%D0%B1%D0%B8%D1%87/}}
- Найнижче знаходиться вулиця Архипа Люльки (278-280 м над р.м.). Майже на такій же висоті знаходяться вулиці Василя Симоненка,  Ірини Вільде, частина вулиці Мирослава Тураша та кінець вулиці Стрийської. {{https://uk-ua.topographic-map.com/map-m4dt1h/%D0%94%D1%80%D0%BE%D0%B3%D0%BE%D0%B1%D0%B8%D1%87/}}
- Перепад висот між вулицями у місті становить 80 метрів.
- Найдовшим годонімом міста є вулиця Трускавецька. Вона складається із двох частин, завдовжки 3,6 та 1,1 км. Загальна довжина - 4,7 км. У червні 2025 р. її вкоротили на 125 м, виокремивши на її початку площу владики Юліяна Вороновського.
- Найдовшою прямою вулицею у місті є вулиця Стрийська, яка простягається на 4 км від середмістя на схід.
- Найдовша нумерація будівель є по вулиці Стрийській. Остання будівля має адресу: вулиця Стрийська, 463.
- Найдовша літерна нумерація є по вулиці Володимира Великого. Там є будівля під номером аж 1-Ф. Так склалось історично, оскільки від перехрестя із вулицею П. Орлика до перехрестя із вул. В. Винниченка був запроектований парк, але його дещо обмежили та частину забудували.
- Найдовша дробова нумерація є по вулиці Святого Юра. Зафіксовано домогосподарство з номером 31/17. Так склалось через недбалість чиновників, котрі забули, що у тому районі був запроектований провулок Міські Загороди.

- По вулиці І. Вагилевича є домогосподарство під номером 1/16.

- А по вулиці Фабричній один з будинків гуртожиткового типу має номер 61/15.

- По вулиці Трускавецькій є нежитлове приміщення з номером 71/15.
- Цікаво, що пройшовшись вулицею Степана Витвицького, завдовжки 200 метрів, ви помітите аж 4 домогосподарства під номером 1 (прикріплені до адрес: вул. С. Витвицького, 1; пров. І. Ґонти, 1; вул. М. Залізняка, 1; вул. Р. Сіксоя, 1 та 1-А).
- У тупіковому провулку Чумацькому, завдовжки 110 м, домогосподарства заадресовані аж до 4-х [[годонім]ів: провулку Чумацького, вулиці Плебанія, провулку Четарів та вулиці Руслана Сіксоя.
- Помешкання по вул. А. Шептицького, 12-А знаходиться по непарній стороні вулиці.

- Будинок №14 по вул. Є Коновальця теж розташований по непарній стороні вулиці.
- Будинок з адресою вул. В. Стуса, 4-А знаходиться між 40-ми номерами.
- Прийнято нумерувати будівлі по лівій стороні вулиць непарними числами, а по правій - парними. Нумерація на провулку О. Кобилянської, вулицях М. Остроградського та Й. Левицького йде навпаки - парні номери по лівій стороні дороги, непарні - по правій.
- Нумерація домогосподарств на вулиці Богдана Хмельницького йде по-порядку по лівій стороні вулиці.

- Так само і на вулиці Івана Підкови, але по правій стороні вулиці.

- Аналогічно на вулиці В. Чапельського.

- Так же і на Кирило-Мефодіївській вулиці, однак у кінці вона покручена.

- На вул. Івана Макуха теж нумерація йде по-порядку, але спершу по правій стороні вулиці, потім по лівій.
- По вул. Гайдамацькій непарна нумерація йде спершу по лівій стороні вулиці, потім по правій, а починаючи від заводу автомобільних кранів стає парною.
- На вулиці Людвіга ван Бетховена існують номери від 1 до 57 по обидвох сторонах вулиці, однак майже всі вони непарні. З парних є лише №№ 32, 34, 36, 38 та 40.
- Прийнято проводити нумерацію від центру населеного пункту до окраїн. З вулицею Опришківською все навпаки. Така ж ситуація і на вулицях М. Менцинського та С. Твердохліба, провулку Ремісничому.
- На вулиці Буковинській нумерація по парній стороні йде від центру (міста) в кінець, а нумерація непарної сторони починається з кінця вулиці.
- Незрозумілість нумерації також наявна по вулиці Івана Сірка. Спершу по лівій (непарній) стороні розташований будинок №2, а по лівій (парній) - будинки №№7 та 9, а пізніше непарні номери переходять на ліву сторону вулиці, а парні - на праву.
- На вулицях Бойківській, Д. Бортнянського, Вербовій, Є. Гребінки, Залужанській, Зарічній, Олекси Довбуша та провулку Південному нумерація має свої особливості (потрібно дивитись на карту, щоб зрозуміти).
- Через недбальство чи халатність держчиновників, адресація провулку Ясного розкидана по вулиці Різдвяній.
- До недавна у місті було чимало продублованих адрес, тобто випадки, коли два або більше домогосподарства мали абсолютно ідентичні адреси. Більшість з них відкорегували, додавши одному з них дріб або літерну приставку. Найгустішими осередками такого були адреси вул. Пилипа Орлика, 15 та вул. Пилипа Орлика, 28. Досі залишаються по дві однакові адреси вул. Пилипа Орлика, 30 та вул. Солоний Ставок, 23.
- Найнезбагненніша нумерація по вулиці Дмитра Вітовського. Як вона там відбувалась - велика загадка. (Див. фрагмент карти). Також дуже складна нумерація по вулиці Петра Дорошенка.
- Вулиця Сергія Кульчицького фактично складається з трьох різних вулиць (доріг), утворюючи недоквартал забудови з незрозумілою нумерацією. Така ж ситуація і з провулком Тепличним. Також не розділено квартал вулиці Паркової.
- Мало хто знає, що на фрагменті вулиці Фабричної, що йде попри "Дрогобичводоканал", проживають люди - там знаходиться 6 будівель барачного типу та одна хата. Але найбільш захованими є помешкання в кінці вулиці Рихтицької, зокрема хату під №50 не кожен зможе знайти.
- Найвіддаленішою (найбільш захованою) у місті є вулиця Степана Руданського у мікрорайоні Млинки (частина Млинки-Сівкові).
- Де знаходиться найтаємніша міська вулиця - Максима Кривовноса - ніхто не знає, але, вроді, десь на Млинках.
- В'їзди на вулиці Івана Миколайчука та Івана Макуха перекриті (чомусь) шлагбаумами.
- Найкоротшим провулком є провулок Бортницький, завдовжки метрів 50. Цікаво, що на ньому розташоване одне обійстя з двома житловими будівлями під номерами 20 та 22.
- До вулиць Степана Бандери, Мауриція Ґоттліба, Зенона Коссака "Тарнавського", Мирослава Скорика та Цвинтарної, провулків Міські Загороди та Ужгородського, площ Святого Юра, Василя Стефаника та владики Юліяна Вороновського адресно не прикріплено жодної будівлі.
- Паронімічні пари годонімів та агоронімів у місті:
  - вул. Бортнянського - пров. Бортницький
  - вул. Вернадського - вул. Верхратського
  - вул. Вокзальна - пров. Вокзальний
  - вул. Вороного - вул. Вороновського
  - вул. Ю. Вороновського - пл. Ю. Вороновського
  - вул. Гончара - вул. Гончарська
  - вул. Зелена - пров. Зелений
  - вул. Мала - пров. Малий
  - вул. Південна - пров. Південний
  - вул. Садова (с. Раневичі) - пров. Садовий (м. Дрогобич)
  - вул. Самбірська - пров. Самбірський
  - вул. Святого Юра - пл. Святого Юра
  - вул. Трускавецька - пров. Трускавецький
  - вул. Труша - вул. Тураша
  - вул. Тараса Шевченка - пл. Тараса Шевченка

Часто люди плутають вулиці Горішню Браму та Війтівську Гору, вулиці Завалля та Підвалля, вулиці Буковинську та Бойківську, вулиці Пулюя, Пластунів та Павлика.
Перелік підготував Андрій М'язик

### Де-юре існують, а де-факто— ні вулиці
• Руслана Сіксоя вулиця. Адресно прикріплено три хати, які розкидані по інших вулицях. Дороги чи проїзду як такого нема
• Зенона Коссака "Тарнавського" вулиця. Виникла внаслідок юридичної колізії. У місті є вулиця Станіславська (від первісної назви міста Івано-Франківськ - Станіславова). Однак, у деяких документах вона була названа іменем Костянтина Станіславського - російського театрального режисера. 26.07.2024 року рішенням № 700/0/5-24ВА Максима Козицького, голови Львівської ОВА, вулицю Станіславського (якої де-факто не існувало) перейменовано на вулицю Зенона Коссака "Тарнавського".

### Де-факто існують, а де-юре— ні вулиці
• Проектна вулиця. Офіційно не знаходимо такого найменування, однак на деяких картах вона позначена. Зокрема, на публічній кадастровій карті вона є.

## Люди, зацікавлені у дослідженні урбанонімів Дрогобича
Подано неповний перелік людей, котрі з часу здобуття Україною незалежности займались професійною або аматорською діяльністю щодо вивчення історії чи сучасності міста, залишаючи і свій слід у його дослідженні.
- Анатолій Задерецький  - дрогобицький колекціонер, історик-любитель, створив музей ваг у місті, засновник ГО "Інститут шанувальників старожитностей". Як сам пише про себе, "Народився та виріс під час другої московської окупації Галичини". Проживає у Дрогобичі на вулиці Стрийській.
- Богдан Лазорак - історик, викладач університету. Нар. у 1985 році у Дрогобичі.
- Андрій М'язик - картограф-любитель, дослідник топонімів, краєзнавець-аматор. Нар. у 1989 році у Дрогобичі. Проживає у рідному місті.
- Роман Пастух - письменник, журналіст, публіцист, поет, літературний критик, редактор. Нар. у 1948 році на Стрийщині. Проживає у Дрогобичі.
- Андрій Риштун - програміст, електронік, диґер, мандрівник, засновник Музею загиблих літаків та сайту explorer.lviv.ua. Як пише про себе: "Мандрівник, дигер, блогер. Подорожую цікавими місцями і пишу про це статті Навколо ще багато таємниць". Нар. у 1983 році у Дрогобичі. Проживає у селі Хоросно.
- Григорій Сивохіп - колекціонер, дослідник історії дрогобицької цегли. Нар. у 1942 році. Проживає у Дрогобичі.
- Олег Стецюк - журналіст, краєзнавець, екскурсовод, прозаїк, художник, громадський діяч, засновник інтернет-видання Drohobyczer Zeitung, автор ілюстрованого туристичного путівника про Дрогобич, розробник першої туристичної онлайн-карти Дрогобича. Нар. у 1989 році у Дрогобичі. Проживає на вул. Є. Коновальця.
- Ігор Чава - популяризатор туризму, засновник Туристично-інформаційного центру міста Дрогобич. Нар. у 1988 році у Дрогобичі. Із 2022 р. проживає у Києві.
- Михайло Шалата - журналіст, літературознавець, викладач університету, громадський діяч. Нар. у 1937 році на Стрийщині. Пом. у 2020 р. у Дрогобичі. Проживав на вулиці Княгині Ольги.

## Ремарка
Офіційне перейменування вулиць, провулків, парків тощо сприяє творенню нової пам’яті про минуле та формуванню певних аспектів знання про сьогодення. Корективи історичної пам’яті виявилися в тому, що, по-перше, відмова від старих назв, пов’язаних із сакралізацією комуністичної ідеології, радянської історії  та її діячів, запускає процес забування, оскільки зникають візуальні знаки пам’яті, постійні нагадування у вигляді табличок із назвами вулиць, записів у паспортах на сторінках реєстрації, фіксації адреси в документах та анкетах тощо. Відповідно зникає й аудіознак, оскільки старі назви перестають звучати спочатку в офіційному, а пізніше й побутовому мовленні. У такий спосіб відбувається організоване стирання раніше освячених аспектів радянського минулого, його десакралізація і коригування неофіційного ставлення. По-друге, нові урбаноніми, передусім годоніми, закріплюють інше, значною мірою альтернативне радянському знання про минуле краю, включаючи різні його етапи, насамперед, звичайно, про козаччину та охоронців пам’яті про степове лицарство. Відновлюється пам’ять про життя та діяльність на нашій землі менонітів та їхню роль у розбудові економіки краю. Твориться пам’ять про осіб, діяльність яких була значним внеском у розвиток промисловості та інфраструктури Дрогобича та регіону. По-третє, формується уявлення про тяглість та безперервність героїчної історії краю, оскільки годоніми фіксують мужність та звитягу учасників другої Світової війни, героїв-афганців, героїв Небесної Сотні, бійців АТО та захисників України під час новітньої Московитської навали. Привертає увагу той факт, що міські об’єкти називаються іменами саме Героїв, незалежно від їхнього звання, посади тощо. По-четверте, завдяки новим онімам формується погляд на сучасне як час боротьби за свободу, створюється пам’ять про героїко-патріотичну парадигму сьогодення. Нові урбаноніми творять образ міста інтелекту, винаходів, науки, літератури та мистецтва.
 Отже, поряд із процесом забування творяться  механізми нового сприйняття минулого та формування позитивного знання про сучасне, а певна назва простору міста сприяє формуванню та/або коригуванню історичної пам’яті його жителів.
[Павленко, І. Я. (2018). УРБАНОНІМИ ЯК ЗАСІБ ФОРМУВАННЯ ІСТОРИЧНОЇ ПАМ’ЯТІ. Мова. Література. Фольклор, (2), 58-66. вилучено із http://journalsofznu.zp.ua/index.php/philology/article/view/606]
Вулиці та інші об’єкти стають «безтілесними пам’ятниками» тим особам та подіям, які в актуальному символічному контексті визначені як видатні. Отже, тепер урбаноніми набувають нового значення та функції – закріплення певних ідей, фактів, у ширшому контексті – інтересів соціальних груп, інституцій та суспільства в цілому [Поднос В. Назва має значення: чому і як в Україні перейменовують вулиці [Електронний ресурс] / В. Поднос. – Mistosite: Культура, Партисипація, Урядування. Українська урбаністична платформа з аналітичним журналом про місто. – 24 березня 2016. – Режим доступу: https://mistosite.org.ua/ru/articles/nazva-maye-znachennya-chomu-і-yak-vukrayinі-perejmenovuyut-vulyczі (дата звернення 07.10.2018)].
Саме тому перевидання вже напрацьованих топонімічних праць, поява новітніх досліджень за цим напрямком і їхня широка популяризація є більш ніж актуальними. [Лабінська Г.
Топоніміка : навч. посібник / Галина Лабінська. – Львів: ЛНУ імені Івана Франка, 2016. – С. 4.]